# بترو أتليتيكو
بترو أتليتيكو لواندا ويُعرف اختصارًا بـ بيترو أتليتيكو (بالبرتغالية: Atletico Petroleos Luanda‏) الأنغولي هو أكبر نادي لكرة القدم في أنغولا ويلعب في دوري الدرجة الممتازة الأنغولي. دائما هو الممثل الأول للكرة الأنغولية في بطولات الأندية الأفريقية. وهو النادي الذي نشأ بداخله النجم فلافيو أمادو الذي فاز مؤخرا بجائزة أفضل لاعب في تاريخ أنغولا.